# Microgaster torquatiger
Microgaster torquatiger är en stekelart som beskrevs av Granger 1949. Microgaster torquatiger ingår i släktet Microgaster och familjen bracksteklar. Inga underarter finns listade i Catalogue of Life.